# Fribertshofen
Das Kirchdorf Fribertshofen ist ein Gemeindeteil der Stadt Berching im Landkreis Neumarkt in der Oberpfalz.

## St. Anna
St. Anna ist eine Saalkirche mit Chorturm aus dem Jahre 1711. Sie ist Filialkirche der Pfarrei Plankstetten im Dekanat Neumarkt in der Oberpfalz. Das angrenzende Leichenhaus stammt aus der Mitte des 19. Jahrhunderts.
Ein Bodendenkmal an der Kirche enthält Spuren aus dem Mittelalter und der frühen Neuzeit.

## Geschichte
Am 1. Juli 1972 wurde Fribertshofen mit Staudenhof nach Berching eingemeindet.